# Alésia (stanice metra v Paříži)
Alésia je nepřestupní stanice pařížského metra na lince 4 ve 14. obvodu v Paříži. Nachází se pod náměstím Place Victor et Hélène Basch.

## Historie
Stanice byla otevřena 30. října 1909 jako součást jižního úseku linky mezi stanicemi Porte d'Orléans a Raspail.

## Název
Stanice je pojmenována stejně jako Rue d'Alésia, která prochází náměstím. Alesia bylo galské oppidum, u které roku (52 př. n. l.) obléhal a dobyl Julius Caesar.

## Vstupy
Stanice má několik východů:
- na Avenue du Maine před domem č. 230 a č. 205
- na Avenue du Général Leclerc před domem č. 82 a č. 75

## Stanice v kultuře
Stanice se objevila v animovaném filmu Dvanáct úkolů pro Asterixe (Les Douze Travaux d'Astérix) právě pro své jméno po bitvě u Alesie mezi Juliem Caesarem a Vercingetorixem.
V komiksu Jarmark nesmrtelných (La Foire aux immortels) se hrdina Alcide Nikopol probudí po hibernaci ve vesmíru právě na stanici Alésia.